# Atanasie Anghel

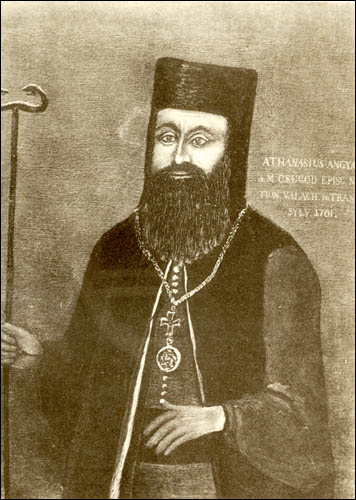
Atanasie Anghel

Atanasie Anghel Popa (* in Bobâlna im heutigen Kreis Hunedoara oder Ciugud, Siebenbürgen; † 19. August 1713 in Alba Iulia) war der erste Bischof der mit Rom unierten griechisch-katholischen Kirche in Siebenbürgen.

## Leben
Anghel Popa, Sohn eines orthodoxen Priesters, nahm als Mönch den Ordensnamen Atanasie an. Vom Metropoliten Varlaam von Karlsburg (Alba Iulia) erhielt er die Priesterweihe. Das Fürstentum Siebenbürgen war damals calvinistisch dominiert und die orthodoxe Kirche Siebenbürgens war eine Verbindung mit der reformierten Kirche eingegangen. Der seit 1692 amtierende Metropolit Teofil Seremi kündigte 1697 diese Verbindung auf und strebte stattdessen eine Union mit der römisch-katholischen Kirche an. Dieser gehörte der Kaiser und ungarische König Leopold I. aus dem Hause Habsburg an, der seit 1687 die Oberherrschaft über Siebenbürgen ausübte. Der orthodoxe Metropolit der Walachei Teodosie weihte Atanasie am 28. Januar 1698, nach dem Tod Teofils, in Bukarest zum Bischof. Der damalige Patriarch von Jerusalem Dositheus II. gab ihm eine Weisung mit 22 Punkten mit, darunter Punkt 5, den Gottesdienst nicht in rumänischer Sprache, sondern nur auf Kirchenslawisch oder Griechisch zu feiern.
Atanasie hielt in Karlsburg mehrere Unionssynoden ab und verkündete am 7. Oktober 1698 ein Unionsmanifest. Ende 1700 reiste er nach Wien, um von Leopold I. die Bestätigung der Kirchenunion und seines Bischofsamts zu erlangen. Im März 1701 trat er offiziell zur römisch-katholischen Kirche über, er musste sich unter Eid zu allen Dogmen der westlich-katholischen Glaubenslehre nach dem Konzil von Trient bekennen, einschließlich des Glaubensbekenntnisses mit Filioque und des Fegefeuers, welche die orthodoxen Kirchen ablehnten. Er verpflichtete sich, für sein Bistum den Katechismus des Petrus Canisius zu übernehmen, den er anschließend ins Rumänische übersetzen ließ. Ein Jesuitenpater wurde ihm als theologische Autorität (generalis causarum auditor) beigegeben. Der Erzbischof von Esztergom, Leopold Karl von Kollonitsch, weihte ihn am 25. März 1701 nochmals zum Bischof, diesmal nach katholischer Ordnung. So entstand die mit Rom unierte katholische Kirche des byzantinischen Ritus in Siebenbürgen. Während des Kuruzenaufstands bekannte sich Atanasie 1711 unter Druck noch einmal zur Orthodoxie, kehrte danach aber wieder zur Union mit der katholischen Kirche zurück.